# Wnętrznica smardzowata

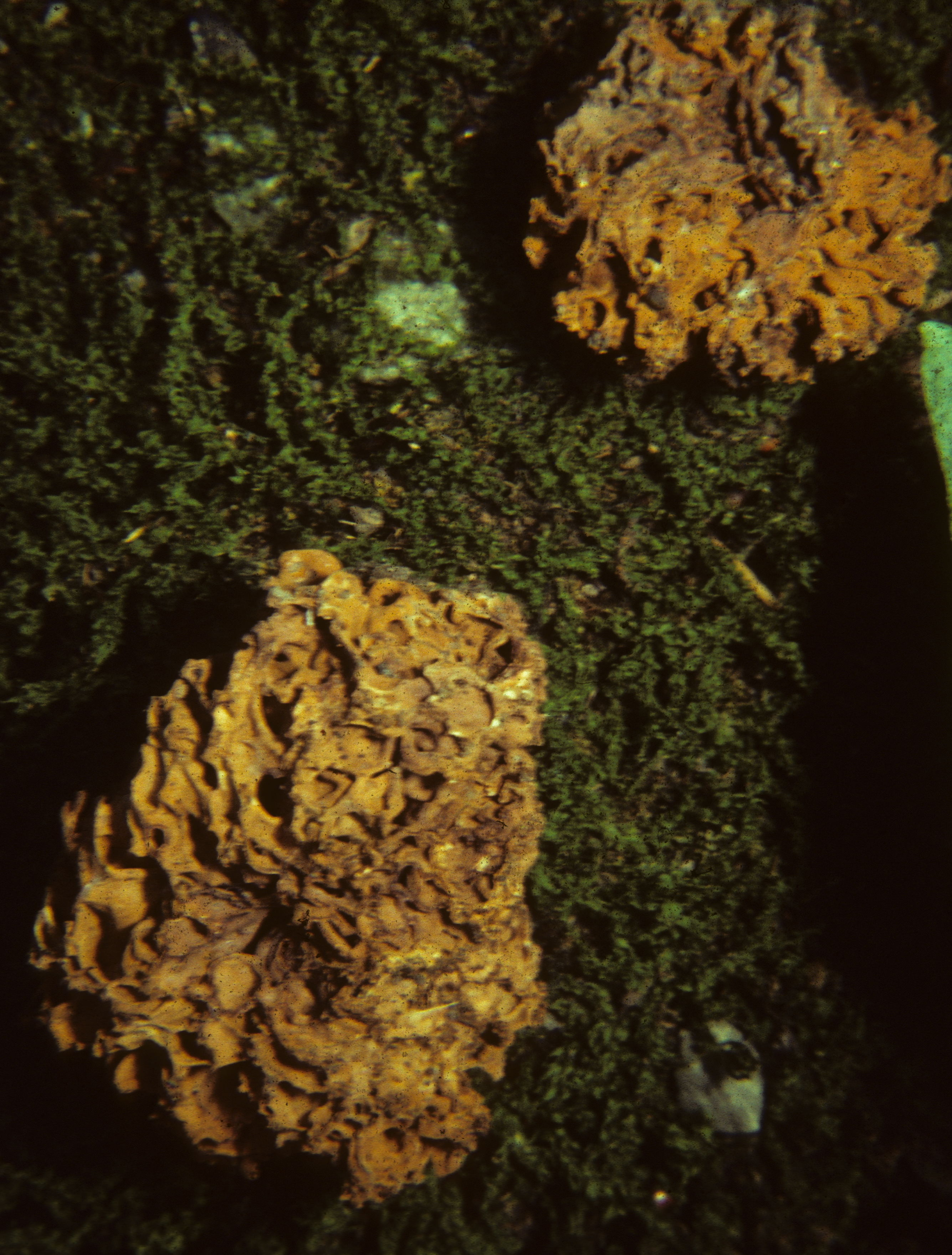

Wnętrznica smardzowata (Gautieria morchelliformis Vittad.) – gatunek grzybów z rodziny siatkoblaszkowatych (Polyporaceae).

## Systematyka i nazewnictwo
Pozycja w klasyfikacji według Index Fungorum: Gautieria, Gomphaceae, Gomphales, Phallomycetidae, Agaricomycetes, Agaricomycotina, Basidiomycota, Fungi.
Po raz pierwszy opisał go w 1831 r. Carlo Vittadini. Synonimy:
- Gautieria morchelliformis var. globispora Pilát 1958
- Gautieria morchelliformis var. microspora Wichanský 1962
- Gautieria morchelliformis var. stenospora Pilát 1958
- Uslaria morchelliformis (Vittad.) Nieuwl. 1916[2].

Polską nazwę zarekomendował Władysław Wojewoda w 2003 r.

## Morfologia
Owocnik
O średnicy 1–2,5 cm, początkowo kulisty do elipsoidalnego, potem nieregularnie klapowany, w stanie dojrzałym pozbawiony warstwy okołowierzchołkowej. Perydium cienkie, białe, szybko zanikające. Gleba miękka i gąbczasta, mocno pofałdowana, początkowo biała, potem przechodząca w ochrowobrązową, w końcu przebarwiająca się na ciemnobrązową. Dzieli się na różnej wielkości komory o średnicy 1–4 mm, bardzo nieregularne i kanciaste, labiryntowe. W tramie elementy o grubości 75–100 µm, białe do kremowych, cienkie, złożone z wąskich, równoległych strzępek o średnicy 2–3,5 µm. Kolumella biała, ale szybko ulegająca zredukowaniu do niewielkiej pozostałości przy podstawie owocnika. Młode owocniki bez zapachu, starsze o nieprzyjemnym zapachu. Zarodniki w masie brązowe.
Cechy mikroskopowe
Bazydiospory 12–18 × 8–12 µm, krótkie, elipsoidalne do cytrynowatych, grubościenne, z 8–10 podłużnymi żebrami, złotobrązowe do ciemnobrązowych. Podstawki 35–45 × 6–9 µm, maczugowate, mające przeważnie dwie, czasem (3–) 4, krótkie sterygmy. Perydium to cienka błonka zbudowana ze znacznie napęczniałych strzępek o średnicy 8–16 µm, z lekko pogrubioną, żółtawobrązową ścianą.

## Występowanie i siedlisko
Podano występowanie wnętrznicy smardzowatej w Ameryce Północnej, Europie i Azji. W Polsce do 2003 r. znane były tylko dwa stanowiska i to już historyczne, podane przez Josepha Schrötera (Oborniki Śląskie, 1889) i F. Kauffmanna (Elbląg, 1926). Znajduje się na Czerwonej liście roślin i grzybów Polski. Ma status Ex – gatunek wymarły. Po 2020 r. została jednak w Polsce znaleziona. Aktualne stanowiska podaje także internetowy atlas grzybów. Znajduje się w nim na liście gatunków zagrożonych i wartych objęcia ochroną.
Grzyb częściowo naziemny, częściowo podziemny. Występuje w lasach, zwłaszcza iglastych.